# 11 листопада
11 листопада — 315-й день року (316-й у високосні роки) в григоріанському календарі. До кінця року залишається 50 днів.

## Свята і пам'ятні дні
- Міжнародний день енергозбереження (з 2008 року)
- Ангола: День незалежності (1975)
- Латвія: День Лачплесіса
- Мальдіви: День Республіки (1968)
- Польща: День незалежності (1918)
- Бельгія,  Франція,  Нова Зеландія: День перемир'я
- Велика Британія,  Канада,  Австралія: День пам'яті загиблих у Першій світовій війні
- США: День ветеранів

### Релігійні
Православна церква:
- Великомучениці Мини.
- Мученика Віктора і мучениці Стефаниди.
- Мученика Вікентія.
- Преподобного Феодора Студита, сповідника.
- Мученика Стефана Дечанського.

 Католицька церква: день святого Мартина

## Іменини
✙ Православні: Віктор, Теодор, Степан.
✝  Католицькі: Мартин.

## Події

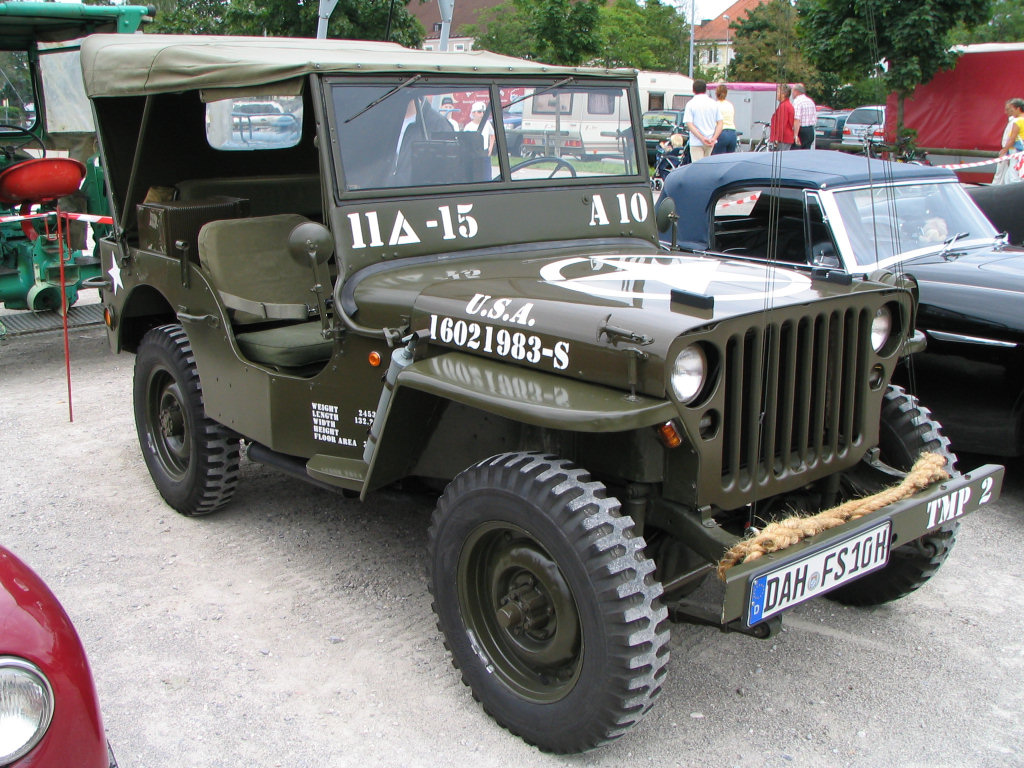
Джип «Вілліс»

- 1215 — скликаний найбільший в історії середньовіччя Латеранський Вселенський собор.
- 1417 — в Констанці завершився початий ще в 1414 році собор, який поклав край Західній схизмі, коли на папському престолі знаходилося одночасно до трьох Пап Римських. Новим Папою Римським був вибраний представник римської знаті Оддо Колона, який узяв собі ім'я Мартин V.
- 1480 — закінчилося «стояння на Угрі». Велике князівство Московське позбавилось двохсотлітнього монголо-татарського панування.
- 1702 — загін запорізьких козаків визволив від облоги Речі Посполитої Білу Церкву.
- 1790 — у Королівство Великої Британії з Китаю вперше завезені хризантеми.
- 1830 — проголошена держава Бельгія.
- 1859 — у світ вийшла поема Тараса Шевченка «Марія».
- 1872 — в Одесі заснований Бессарабсько-Таврійський банк.
- 1889 — Вашингтон став 42-м штатом США.
- 1909 — почалося будівництво головної бази ВМС США на Перл-Гарборі.
- 1917 — український полк, сформований з делегатів III Всеукраїнського військового з'їзду, придушив більшовицьке повстання в Києві
  -  — на засіданні Петроградського революційного комітету вперше в Російської Радянської Республіки вжитий термін «ворог народу»
- 1918 — близько 5-ї години ранку в штабному вагоні маршала Фоша в Комп'єнському лісі підписане Комп'єнське перемир'я, що означало капітуляцію Німецької імперії і кінець Першої світової війни
  -  — територія Північної Буковини (більша частина сучасної Чернівецька область) передана до складу Румунського королівства.
  -  — Румунські війська окупували Чернівці
- 1925 — вийшла перша пластинка Луї Армстронга.
- 1930 — запатентований газовий холодильник, винахід Альберта Ейнштейна та Лео Сіларда
- 1935 — на Горлівському хімічному заводі стався вибух, що стало приводом для судового процесу над «саботажниками».

- 1940 — в США випущені перші автомобілі «Джип»
  -  — у концтаборі Дахау страчено 55 польських інтелігентів — перша масова страта у Дахау
- 1952 — У Каліфорнії продемонстрована дія першого відеомагнітофона.
- 1972 — США закрили свою останню військову базу у Республіці В'єтнам.
- 1973 — Ізраїль і Єгипет підписали договір, що завершив війну між ними.
- 1978 — Міністерство освіти УРСР видало директиву: «Удосконалювати вивчення російської мови в загальноосвітніх школах республіки» (посилення русифікації).
- 1983 — студент Массачусетського університету Фред Коен продемонстрував перший у світі комп'ютерний вірус.
- 1987 — картина Ван Гога «Іриси» продана за рекордну суму — $53,6 млн.
- 1990 — набула чинності Міжнародна конвенція про боротьбу проти незаконного обороту наркотичних і психотропних речовин.
- 1994 — американський мільярдер Білл Ґейтс на аукціоні в Нью-Йорку заплатив $30,8 млн за рукопис Леонардо да Вінчі (рекордна ціна для рукописів).
- 1999 — у Асамблею Республіки Португалія директор лісабонського зоопарку привів лева і тигра на знак протесту проти слабкого фінансування його установи
- 2002 — оглядач «Нової газети» Анна Політковська, посилаючись на джерела в Кремлі, оприлюднює твердження щодо препарату налоксон, який використовували російські спецслужби під час штурму театрального центру у Москві і від якого загинули понад 120 заручників, добраного з кількох варіантів особисто президентом Володимиром Путіним
- 2022 — звільнення Херсона від російської окупації

## Народились
Дивись також Категорія:Народились 11 листопада
- 1050 — Генріх IV, імператор Священної Римської імперії.
- 1513 — Станіслав Оріховський, український філософ доби Відродження.
- 1579 — Франс Снейдерс, фламандський художник.
- 1821 — Федір Достоєвський, російський письменник, мислитель, філософ
- 1835 — Маттіас Йокумссон, національний поет Ісландії та автор ісландського державного гімну (†1920).
- 1837 — Артур Ґроттґер, польський художник, провідний представник романтизму в польському мистецтві, автор циклу творів на тему повстання 1863—1864 рр.
- 1863 — Поль Синьяк, французький художник-імпресіоніст («Піщаний берег моря»).
- 1868 — Жан Едуар Вюйяр, французький художник, представник символізму й модерну.
- 1912 — Анатолій, митрополит Паризький УАПЦ на Зх. Європу (†1997)
- 1913 — Сунь Юньсюань, китайський політик, очолював уряд Республіки Китай.
- 1919 — Юхим Березін, український актор, член дуету «Тарапунька і Штепсель».
- 1919 — Ольга Кусенко, українська актриса.
- 1922 — Курт Воннеґут, американський письменник-фантаст.
- 1928 — Карлос Фуентес, мексиканський письменник.
- 1945 — Данієль Ортега Сааведра, президент Нікарагуа (1985-90, від 2007 р.).
- 1958 — Вадим Сікорський, український актор та режисер львівського театру імені Марії Заньковецької, заслужений діяч мистецтв України.
- 1962 — Демі Мур, американська акторка.
- 1974 — Леонардо Ді Капріо, американський актор, кінопродюсер, лауреат премії «Оскар».
- 1981 — Гійом, наслідний Великий герцог Люксембургу.

## Померли

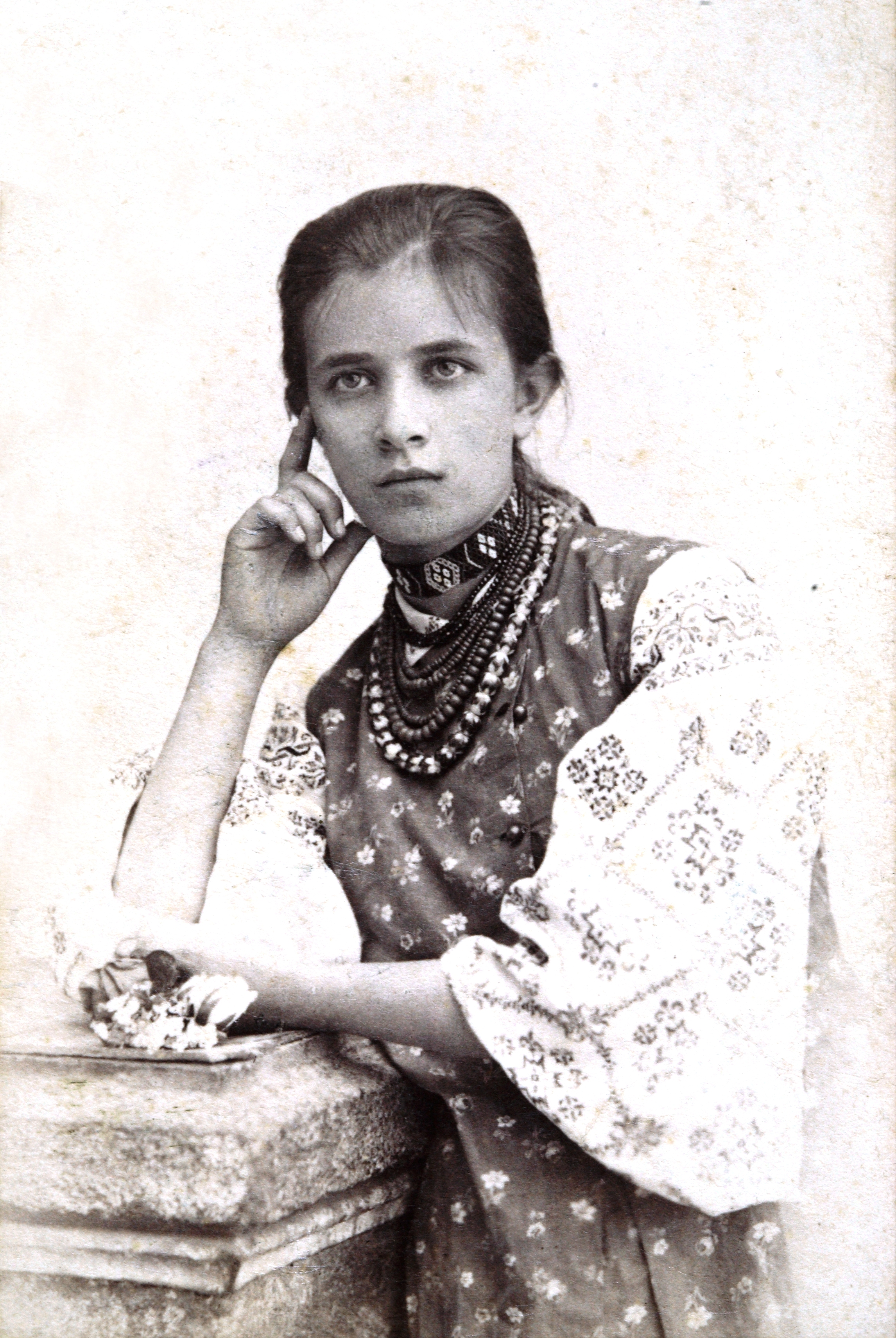
Ольга Косач-Кривинюк

Дивись також Категорія:Померли 11 листопада
- 1855 — Серен К'єркегор, данський філософ і теолог, основоположник екзистенціалізму.
- 1911 — Володимир Ніколаєв, український архітектор російського походження.
- 1945 — Джером Девід Керн, американський композитор.
- 1945 — Ольга Косач-Кривинюк, українська письменниця, літературознавиця, перекладачка, етнографиня, лікарка
- 1946 — Микола Бурденко, видатний хірург українського походження, один із творців нейрохірургії, перший президент Академії медичних наук СРСР.
- 1973 — Арттурі Ілмарі Віртанен, фінський біохімік, лауреат Нобелівської премії.
- 1975 — Володимир Ласовський, український художник, мистецтвознавець та критик, учень Мистецької школи Олекси Новаківського.
- 1976 — Александр Колдер, відомий американський скульптор, автор «мобілей» — кінетичних скульптур, які приводяться в рух електрикою або вітром.
- 2004 — Ясір Арафат, лідер палестинського визвольного руху.
- 2005 — Пітер Друкер, американський економіст австрійського походження, який вважається батьком сучасної теорії менеджменту.
- 2007 — Делберт Манн, американський режисер кіно і телебачення. Отримав премію «Оскар» за дебютний фільм «Марті». Режисер фільмів «Любов під в'язами», «Джейн Ейр», «На західному фронті без змін».
- 2020 — Борис Гуревич, радянський борець вільного стилю, олімпійський чемпіон 1968 року.